# Calle Cortlandt (Manhattan)
Cortlandt Street es una calle que recorre de este a oeste en el Distrito Financiero del bajo Manhattan, en la ciudad de Nueva York. Corre una cuadra desde Broadway hasta Church Street, luego continúa una cuadra adicional como Cortlandt Way, una vía no vehicular que va desde Church hasta Greenwich Street. En su extremo este, la vía continúa como Maiden Lane.
La calle, que se trazó c. 1735, ha variado en longitud a lo largo del tiempo. A principios del siglo XX fue el sitio de Radio Row, un pequeño distrito comercial especializado en la venta y reparación de radios. Toda la calle, con excepción de una cuadra, fue demolida a mediados de la década de 1960 para la construcción del World Trade Center. Después de la destrucción del World Trade Center original en los ataques del 11 de septiembre, Cortlandt Way abrió sus puertas en 2012 como parte del nuevo World Trade Center.

## Historia
La calle lleva el nombre de Oloff Van Cortlandt y su familia. Van Cortlandt, que llegó a Nueva Ámsterdam en 1637, era un rico cervecero y ciudadano destacado de la colonia – fue burgomaestre de 1655 a 1666 – y era dueño de la tierra en la que se ubica la calle. Su hijo Stephanus Van Cortlandt fue alcalde de Nueva York de 1677 a 1678, y nuevamente de 1686 a 1688. Fue el primer alcalde nacido en la ciudad. El hermano de Stephanus, Jacobus Van Cortlandt, fue alcalde de 1710 a 1711 y de 1719 a 1720. Ambos sirvieron bajo el dominio británico.  

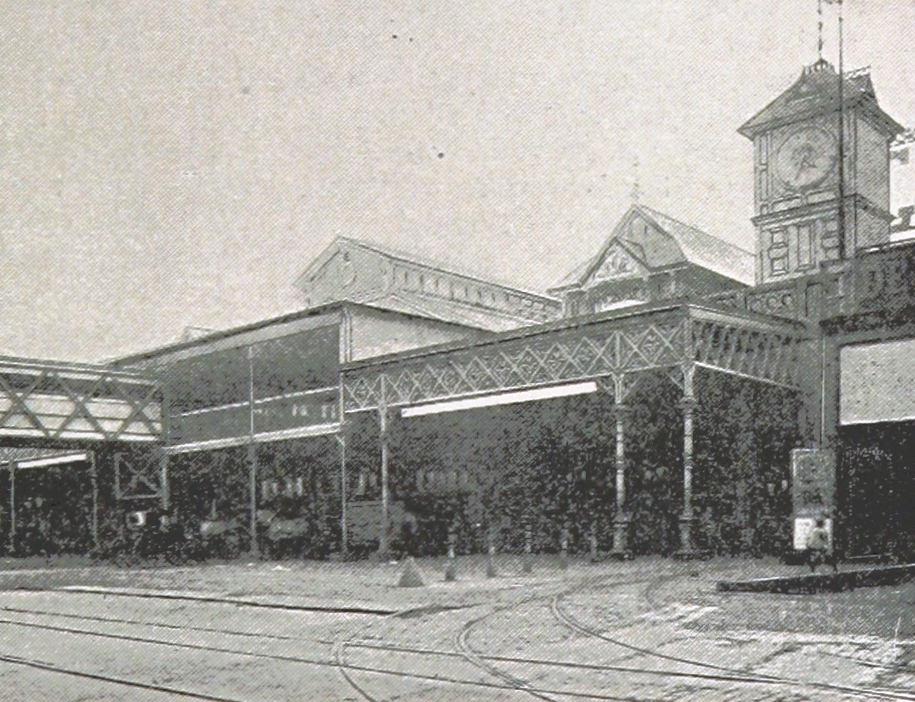
El Cortlandt Street Ferry Depot en 1893

La calle existe desde antes de la Revolución de las Trece Colonias. De los numerosos mapas existentes de la ciudad, aparece por primera vez en el "Plan de la Sra. Buchnerd" que describe la colonia en 1732-35, sin embargo, no aparece en el "Plan Carwitham" de 1730 o el "Plan Lyne-Bradford" de 1731. Antes de esa época, la tierra en la que se colocaría Cortlandt Street era el límite sur de la "Granja de la Iglesia" de Trinity Church – anteriormente conocida como "Granja del Rey" – que llegaba tan al norte como lo que es ahora Christopher Street.
El predicador unitario John Butler alquiló un salón en Cortlandt Street en 1794 y dio conferencias ante multitudes que sus críticos consideraban de tamaño "verdaderamente alarmante". Los predicadores de la corriente principal se opusieron a él, quienes lo criticaron con vehemencia en sus sermones.
En 1807, Robert Fulton comenzó el servicio de ferry programado desde el pie de Cortlandt Street hasta Albany a través del río Hudson. El barco, inicialmente llamado North River Steamboat, más tarde se conoció como Clermont. Los ferries también iban desde Cortlandt Street Ferry Depot a Nueva Jersey.
La familia de Herman Melville vivió en Cortlandt Street desde alrededor de 1821 a 1824, durante la infancia de Melville, como parte de su ascenso en el estatus en la ciudad después de su reubicación de Boston, donde el padre de Melville era un exitoso comerciante.

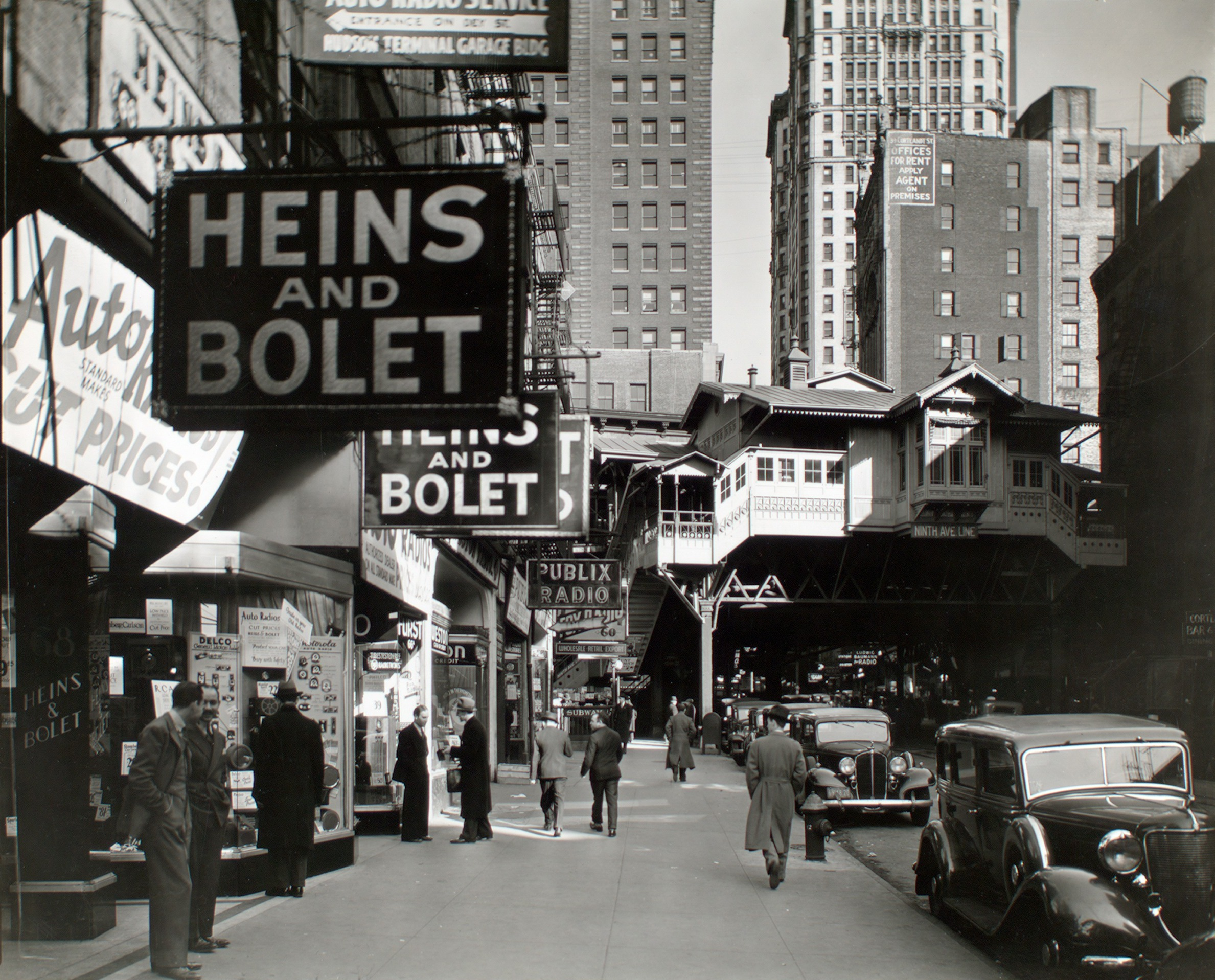
Radio Row en 1936, fotografiado por Berenice Abbott

En 1887, la cadena de tiendas de ropa masculina Brill Brothers abrió su primera tienda en 45 Cortlandt Street. Max y Maurice Brill, cuyo nombre está en Brill Building en el centro de la ciudad, expandieron la única tienda en una cadena de ocho. Al final de la cuadra, en 41 Cortlandt Street, el primer restaurante Childs se abrió en 1889.
El propietario y empresario Harry L. Schneck abrió City Radio en Cortlandt Street en 1921. Se trataba de una pequeña empresa que vendía radios y repuestos para radios, lo que en ese momento era toda una novedad. Durante las siguientes décadas, el área se convirtió en un distrito comercial por derecho propio, pasando a conocerse como Radio Row
En 1966, el distrito de Radio Row fue demolido y sus calles fueron desmapeadas para dar paso a la construcción del World Trade Center. Cortlandt Street, que hasta entonces corría hasta West Street, se recortaba hasta Church Street, por lo que solo tenía una cuadra de largo. En 1968, tanto el City Investing Building en Cortlandt Street como el Singer Building en Liberty Street fueron demolidos para dar paso a One Liberty Plaza, una torre de oficinas de 54 pisos de bloque completo. 22 Cortlandt Street se construyó directamente enfrente y ambos proyectos fueron supervisados por la firma de arquitectura Emery Roth & Sons.
Después de los ataques del 11 de septiembre de 2001, la Autoridad Portuaria de Nueva York y Nueva Jersey, que había operado el World Trade Center, decidió reconstruir la cuadrícula de calles dentro del sitio del World Trade Center. Una de las propuestas de reconstrucción incluyó la construcción de una calle comercial cerrada a lo largo del camino de Cortlandt Street que se encontraba dentro del sitio del World Trade Center. Sin embargo, finalmente se decidió construir las calles Cortlandt, Fulton y Greenwich, que habían sido destruidas durante la construcción del World Trade Center original. La parte sin mapear de Cortlandt Street se volvió a mapear como "Cortlandt Way" en 2014 como parte del desarrollo del nuevo World Trade Center. La parte recién inaugurada, que no es accesible para vehículos, se encuentra entre Three y Four World Trade Center.

## Edificios
Ubicado en 26 Cortlandt Street es el antiguo edificio neoclásico / art déco del East River Savings Bank, diseñado por Walker & Gillette y construido entre 1931 y 1934; más tarde se expandió hacia arriba. El edificio figura en la Guía AIA de la ciudad de Nueva York. Ahora es una tienda por departamentos Century 21.

## Transporte
Cortlandt Street es la ubicación de las estaciones de metro en la línea IRT Broadway-Seventh Avenue (1 tren) y la línea BMT Broadway (N). La estación IRT fue destruida como resultado de los ataques del 11 de septiembre y reabierta en septiembre de 2018 La estación BMT se cerró durante un año después de los ataques, y luego nuevamente en 2005 para permitir la construcción de varias partes del nuevo World Trade Center, incluido un pasadizo que une la estación con el Fulton Center. La plataforma en dirección norte se reabrió en 2009 seguida de la plataforma en dirección sur en 2011.
Anteriormente había estaciones en Cortlandt Street en las líneas elevadas de la Novena Avenida y la Sexta Avenida. Un depósito de transbordadores, Cortlandt Street Ferry Depot, anteriormente operaba en el extremo occidental de Cortlandt Street a lo largo del río Hudson.